# Антиохова война
Антиохова война́, также Сирийская война (192—188 годы до н. э.) велась между Римом и государством Селевкидов за влияние в Восточном Средиземноморье. Начало военных действий ознаменовала высадка правителя империи Селевкидов Антиоха III осенью на острове Эвбея. На сторону Антиоха перешли Этолийский и Беотийский союзы, Элея, Мессения, магнеты из южной Фессалии и афаманты восточного Эпира, остальные эпироты колебались. Римлян поддержали Ахейский союз, Македония, Афины и фессалийцы.

## Первый период
Зимой войска Антиоха заняли часть Фессалии. Римляне к весне следующего года перебросили в Грецию крупные силы и при поддержке македонян очистили оккупированный регион. После разгрома сирийцев и этолийцев консулом Манием Ацилием Глабрионом при Фермопилах Антиох отступил в Азию, большинство его европейских союзников сдалось римлянам, македонянам или ахейцам, продолжали сопротивляться только этолийцы.
Осенью 191 года до н. э. Рим начал борьбу за господство на море и за приморские города Малой Азии. Антиоха поддержал каппадокийский царь Ариарат IV, на стороне Рима активно действовали Родос и Пергамское царство, проримскую позицию стала занимать Вифиния на азиатской стороне проливов и Византий на европейском берегу Боспора. В сражении у Киссунта римляне и эритрейцы разбили царский флот, в результате чего к Риму перешли Самос, Хиос и ряд приморских городов на западе Малой Азии. Весной 190 года до н. э. римский флотоводец Ливий начал операции по захвату побережья Геллеспонта, но в это время царский наварх Поликсенид внезапно атаковал и уничтожил большую часть союзной родосской эскадры Павсистрата в Панорме на северо-востоке Самоса. После этого значительного успеха Антиоха на его сторону перешли Фокея, Кима и некоторые другие прибрежные города. Родосцы немедленно снарядили новую эскадру, которая соединилась у Самоса с Ливием и пергамцами и Поликсенид был заблокирован в гавани Эфеса.
Ливия сменил новый флотоводец Луций Эмилий Регилл. Римляне и их союзники предпринимали рейды в Ликию и Карию, а царские корабли со своими союзниками охотились за транспортными судами в Эгейском море и у западного побережья Греции. На суше сын Антиоха Селевк помогал союзникам отражать набеги римлян и пергамцев, опустошил земли римских союзников и даже осадил Пергам, защищаемый сыном пергамского царя Эвмена Атталом.
Антиох зиму 191/190 годов до н. э. провёл в Великой Фригии, где энергично занимался сбором войск, стягиваемых со всего царства. Среди наёмников оказалось 4 тыс. галатов из центральной части Малой Азии. В рамках летней кампании Антиох с огромной армией выступил из Апамеи Фригийской и прибыл в Сарды, после чего спустился к морю и поддержал сына в операциях против приморских городов и Пергама. Эмилию Региллу было предложено начать переговоры, но они были отвергнуты, так как полномочия для этого были только у консула.
Успешные вылазки ахейского отряда Диофана заставили Селевка уйти от Пергама — в дальнейшем он вёл операции на побережье. Направленная к берегам Памфилии родосская эскадра сумела перехватить между Аспендом и Сидой царский флот, шедший из Сирии на соединение с эскадрой Поликсенида в Эфесе. Антиох сделал попытку переломить ситуацию на море, но решающее сражение у мыса Мионнес осенью 190 года закончилась полным поражением. Часть римской эскадры после починки кораблей направилась к Геллеспонту для обеспечения переправы консульской армии, другая часть принудила к капитуляции Фокею.
На Балканском полуострове активных военных действий в 190 году почти не велось. Весной проконсул Ацилий возобновил наступление против этолийцев, взял Ламию и осадил Амфиссу. Город был на грани падения, когда прибыл новый консул, Луций Корнелий Сципион, легатом при нём был Сципион Африканский.

## Второй период
Сципионы не пожелали тратить силы на борьбу с этолийцами и, заключив с ними 6-месячное перемирие, стали готовить поход в Малую Азию с целью нанести удар непосредственно по владениям Селевкидов. Присоединив к своим силам два легиона Глабриона, осаждавшие до этого Амфиссу, Сципионы двинулись к Геллеспонту. При этом в римской армии оказалось много больных, которых оставили во фракийских крепостях. На пути к морю римлянам оказал большую помощь Филипп V Македонский, который «провёл их через Фракию и Македонию по тяжёлой дороге на собственные средства, доставляя продовольствие, прокладывая дороги и на труднопроходимых реках наводя мосты и разбивая нападающих фракийцев, пока не довёл их до Геллеспонта».
Антиох пытался переманить на свою сторону царя Вифинии Прусия, но потерпел неудачу. После разгрома при Мионессе Антиох отказался от мысли защищать Лисимахию на Херсонесe Фракийском, хотя там имелись запасы продовольствия на несколько месяцев. Сирийский гарнизон покинул город, оставив все припасы противнику, что, как отметил Тит Ливий, весьма удивило римлян:
«Их принял город, переполненный всякого рода припасами, будто специально подготовленными к приходу войска. А ведь римляне именно здесь ожидали для себя крайней нужды и тягот, считая, что город придется осаждать»
Сирийцы сняли осаду с Колофона и отступили в Сарды, за подкреплениями к Ариарату и в другие области были посланы гонцы. Отдохнув несколько дней в Лисимахии, куда постепенно подтягивались обозы и больные, римляне пересекли Херсонес Фракийский. Для обеспечения переправы в Азию на Геллеспонте находился Евмен Пергамский. Переправа прошла без помех под прикрытием боевых кораблей.

Наконец в римский лагерь на азиатском берегу Геллеспонта прибыл царский посол Гераклид, сообщивший о готовности Антиоха уплатить половину военных расходов и отказаться от Лисимахии, Смирны, Лампсака, Александрии Троадской и других союзных Риму городов Эолиды и Ионии. Однако переговоры ни к чему не привели, так как римляне потребовали отказа от всех малоазиатских владений к западу от хребта Тавр и уплаты всех военных расходов. Сципион Африканский не стал даже рассматривать предложения сирийцев, убедительно мотивировав свою позицию тем, что римляне уже стоят на пороге победы, а потому им нет никакой необходимости в каком-то соглашении с противником, который по-существу теперь уже не воюет, а играет в «поддавки». Римский полководец прямо указал, что для того, чтобы иметь возможность вести какие-то переговоры, Селевкидам 
«надо было удерживать Лисимахию, чтобы нам не пройти в Херсонес, или же оборонять Геллеспонт, чтобы мы не переправились в Азию. Вот тогда вы могли бы просить о мире, поскольку противник был бы ещё не уверен в исходе войны. Но теперь, когда вы попустили нам перейти в Азию и приняли от нас не только узду, но даже ярмо, какой может быть у нас разговор на равных?.. Все, что я могу сейчас подарить царю — это добрый совет; ступай и передай ему мои слова: пусть он откажется от войны и соглашается на любые условия мира».
По окончании празднеств в честь Марса римляне двинулись вдоль берега Геллеспонта на юго-запад, миновав Дардан и Ретей и вступили в Илион, где принесли жертву Минерве, после чего возобновили продолжавшийся 6 дней поход. Примерно когда римляне достигли устья реки Каика, пергамский флот, не сумевший из-за штормов добраться из Геллеспонта до Элеи, пристал к побережью Троады. Царь Евмен с небольшим отрядом сушей достиг консульского лагеря, оттуда направился в Пергам и направил римлянам продовольствие, а затем сам присоединился к армии Сципиона. Однако из-за болезни Сципиона Африканского руководство армией перешло к Гнею Домицию. Римская и сирийская армии встретились в решающей битве при Магнезии, где Антиох потерпел сокрушительное поражение. Это фактически ознаменовало завершение войны.

## Последствия

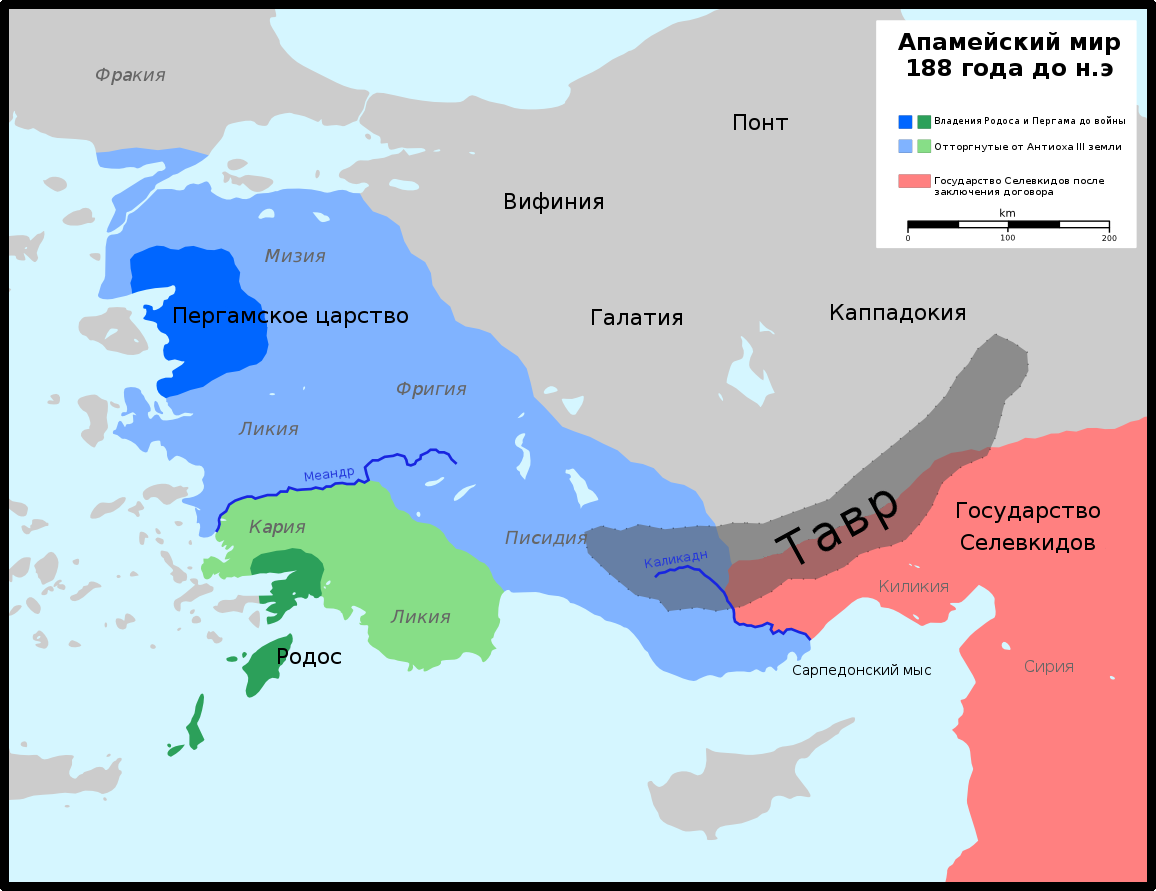
Территориальные уступки Антиоха по итогам войны с Римом

По сообщению Аппиана, после одержанной при Магнезии победы 
«…у римлян возросло самомнение; они считали, что для них нет ничего неисполнимого вследствие их доблести и помощи богов. Ведь действительно, на счет их счастья можно было отнести, что они столь немногочисленные, прямо с похода, в первой же битве, да ещё в чужой стране, в один день одержали верх над столькими племенами и таким снаряжением царя, над доблестью наемников и славой македонян, над царем, приобретшим огромное царство и имя „Великого“. И для них великая песня славы заключалась в словах: „был да сплыл царь Антиох Великий“»
Что же касается Антиоха, то он, лишившись почти всего войска, изрубленного римлянами, бежал, приказав своим послам принять все требования победителей. По римскому обычаю требования Рима к противнику в случае победы оставались такими же, какими они были до сражения, а в случае поражения они, наоборот, ужесточались. В 188 до н. э. в Апамее был подписан мир, по которому Антиох должен был выполнить все римские требования, предъявленные до битвы — оставить все земли к западу от Таврских гор, а также выплатить контрибуцию в размере 15 000 талантов римлянам и ещё 500 талантов пергамскому царю. Кроме того, сирийский царь должен был выдать Риму боевых слонов и военный флот, за исключением двенадцати кораблей, в дальнейшем Селевкидам не дозволялось иметь в своей армии слонов.
Отобранные у Селевкидов малоазиатские территории римляне не стали превращать в свою провинцию, а передали своим союзникам — Пергаму (фракийский город Херсонес, Лисимахия, Траллы, Эфес, Телмис, области Фригия, Великая Фригия, Мисия, Ликаония, Милиада, Лидия, Памфилия) и Родосу (Кария и Ликия). В результате малоазийские владения Родоса увеличились в несколько раз, а переданные сенатом Пергаму земли превратили его в довольно крупное государство, правда, полностью зависимое от Рима.
Римляне также вознаградили Филиппа Македонского за содействие в войне, простив не выплаченную до конца по итогам Второй Македонской войны контрибуцию и вернув заложников, а также передав под его протекторат внутреннюю Фракию. Римляне также разрешили ему присоединить к Македонии часть Фессалии и этолийских земель. Однако эти римские «подарки»  скорее не усилили, а ослабили Македонию, поскольку поддержав Рим при разгроме Селевкидского царства, македоняне лишились могущественного союзника, который мог бы поддержать их в противостоянии Риму. Но недальновидность политики царя Филиппа со всей очевидностью выяснилась лишь позднее, в ходе третьей Македонской войны, когда македоняне оказались в одиночестве  и были разбиты римлянами, а их царство было уничтожено.
В 187 до н. э. Антиох, пытаясь найти средства на выплату огромной контрибуции Риму, взяв с собой отряд воинов, ночью напал на храм Бэла в Элимаиде с целью захватить находящиеся там сокровища. Когда о грабеже почитаемого храма стало известно окружающему населению (элимеям), сбежавшиеся местные жители, которые были отличными стрелками из лука (Liv. 37, 40; Strab. 16, 744 сл.), перебили весь отряд Антиоха вместе с ним самим.